# Femidom

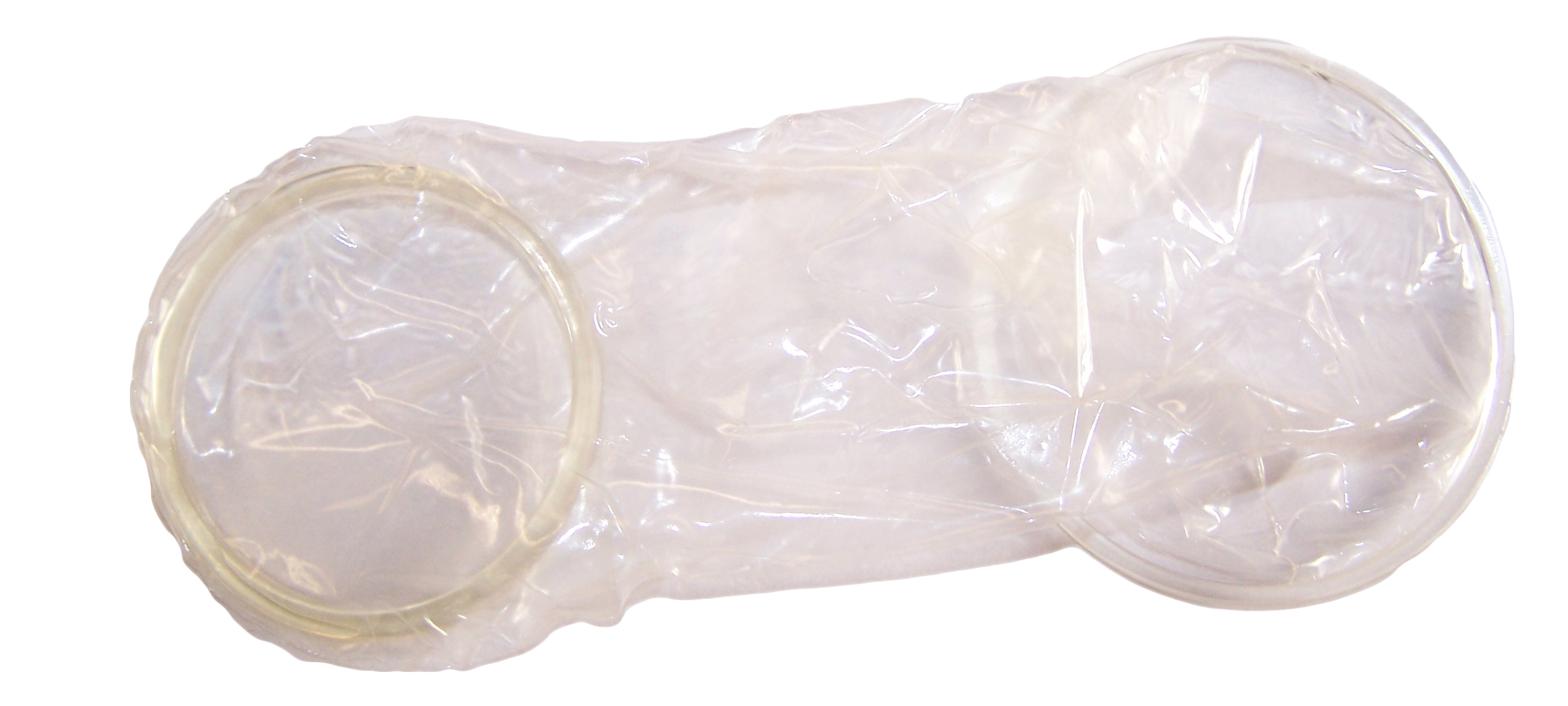
Gebrauchsfertiges Femidom: Der kleinere Ring (links) soll auf dem Muttermund sitzen, der größere vor der Vulva

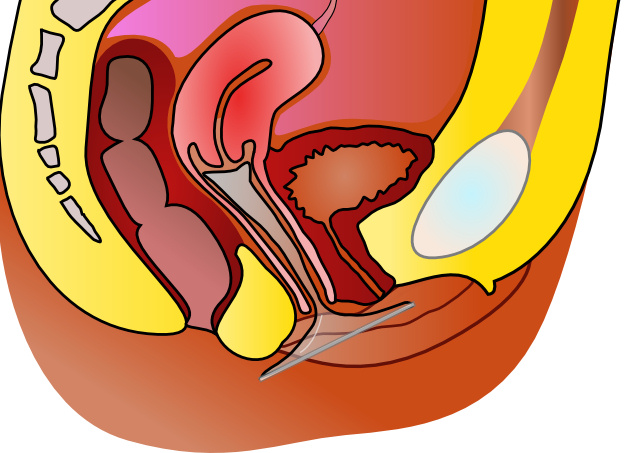
Funktionsschema

Das Femidom, auch „Kondom für die Frau“ oder nach einer Empfehlung der FDA von 2018 internes Kondom genannt, ist ein seit 1990 angebotenes Verhütungsmittel, das zugleich einen Schutz vor sexuell übertragbaren Krankheiten bietet.
Ein Femidom ist 17 bis 18 cm lang und besteht aus dünnem, reißfestem Kunststoff (Polyethylen oder Polyurethan, in neueren Produkten auch Nitrilkautschuk). Es ist mit zwei Ringen ausgestattet, von denen der äußere außerhalb der Vagina vor den großen Schamlippen liegt und der innere wie ein Pessar (Diaphragma) in die Vagina eingeführt wird.

## Sicherheit
Der Pearl-Index des Femidoms liegt bei 5 bis 25 (d. h. 5 bis 25 von 100 Frauen, die ein Jahr lang mit dem Femidom verhüten, werden statistisch gesehen schwanger). Hingegen beträgt er beim Kondom für den Mann zwei bis zwölf.
Vorteilhaft ist, dass die Anwendung des Femidoms nicht von der Steifheit des Penis abhängt und es bereits bis zu zehn Stunden vor dem Geschlechtsverkehr eingesetzt werden kann.
Da Femidome nicht aus Naturkautschuk-Latex bestehen, können sie auch bei einer Latexallergie angewendet werden. Die Kosten betragen etwa drei bis fünf Euro pro Stück. In der Schweiz wird es von der Schweizer AIDS-Hilfe für 1,50 Franken das Stück verkauft.

## Sonderformen

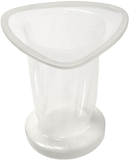
Sonderform VA w.o.w. mit dreieckigem äußerem Ring

Seit Mitte 2009 gibt es das Frauenkondom VA w.o.w. aus Latex, dessen äußerer Ring nicht rund, sondern ähnlich einem Dreieck ist und das innen statt eines Rings einen Schwamm hat.
Die Südafrikanerin Sonette Ehlers stellte mit Rape-aXe 2005 eine Sonderform (starr, nicht flexibel) vor, die der Verhütung einer Schwangerschaft im Falle einer Vergewaltigung dienen soll.
Eine weitere Form ist die „Barriere“, auch „Bikini-Kondom“ genannt, eine etwas ältere Variante, die aber heute noch existiert. Dabei wird das Kondom (eher beutelförmig) komplett über Vulva sowie Perineum gespannt und mit dicken Gummibändern an den Oberschenkeln befestigt.